# Махлай Володимир Олександрович
Володимир Олександрович Махлай (17 березня 1937, селище Високопілля, тепер Херсонської області) — український радянський партійний діяч, 1-й секретар Каховського міськкому КПУ, голова Херсонської обласної ради профспілок. Депутат Верховної Ради УРСР 10-го скликання. Член ЦК КПУ в 1986—1990 роках.

## Біографія
Народився в родині робітника.
У 1955—1956 роках — інструктор по зоні діяльності Блакитнянської машинно-тракторної станції Високопільського району Херсонської області. Член КПРС з 1956 року.
У 1956—1962 роках — 1-й секретар Високопільського районного комітету ЛКСМУ Херсонської області. У 1962—1963 роках — комсомольський організатор Херсонського обласного комітету ЛКСМУ по Великоолександрівському Управлінню сільського господарства Херсонської області.
У 1963 році — інструктор, у 1963—1965 роках — помічник секретаря Великоолександрівського територіально-виробничого партійного комітету КПУ Херсонської області.
У 1965—1967 роках — завідувач організаційного відділу Нововоронцовського районного комітету КПУ Херсонської області.
У 1966 році заочно закінчив Херсонський державний педагогічний інститут, здобув спеціальність вчителя біології і основ сільськогосподарського виробництва.
У 1967—1969 роках — 2-й секретар Високопільського районного комітету КПУ Херсонської області.
У 1969—1971 роках — слухач Вищої партійної школи при ЦК КПРС у Москві.
22 лютого 1971 — 1972 року — голова виконавчого комітету Нововоронцовської районної ради депутатів трудящих Херсонської області.
У 1972—1987 роках — 1-й секретар Каховського міського комітету КПУ Херсонської області.
У 1987—1990 роках — голова Херсонської обласної ради професійних спілок.
У 1991—1998 роках — начальник Херсонського обласного управління Пенсійного фонду України.
З липня 1998 року — на пенсії в місті Херсоні. Був помічником депутата від КПУ Самойлик Катерини Семенівни у 4-6-му скликаннях Верховної Ради України.

## Нагороди
- два ордени Трудового Червоного Прапора (1973, 1976)
- орден Знак Пошани (1966)
- ордени
- медалі
- почесний громадянин міста Каховки (2006)